# Дей, Лоуренс
Лоуренс Дей (англ. Lawrence Day; род. 1 февраля 1949, Китченер) — канадский шахматист, международный мастер (1972).
Чемпион Канады 1991 года.
В составе национальной сборной участник 13 олимпиад (1968, 1972—1986, 1992—1998). На 27-й олимпиаде (1986) в Дубае, играя на третьей доске, выиграл бронзовую медаль в индивидуальном зачёте.

## Изменения рейтинга
| Графики недоступны из-за технических проблем. См. информацию на Фабрикаторе и на mediawiki.org. |